# Valka
Valka (hist. niem. Walk) − miasto na Łotwie, przy granicy z Estonią, naprzeciwko estońskiego miasta Valga, siedziba administracyjna novadsu Valka. W 2016 roku liczyło ok. 5,5 tys. mieszkańców.
Pierwsza wzmianka o miejscowości pochodzi z 1286 roku. Prawa miejskie zostały nadane przez króla Stefana Batorego w 1584 roku. 15 listopada 1918 roku w mieście podjęto decyzję o proklamacji niepodległości Łotwy, a 1 lipca 1920 roku miasto podzielono pomiędzy Łotwę (obecna Valka) i Estonię (obecna Valga).
W czasach Związku Radzieckiego miasta te dzieliła granica republik związkowych, po jego upadku i odzyskaniu niepodległości przez państwa bałtyckie ponownie granica państwowa.
W mieście rozwinął się przemysł spożywczy, elektrotechniczny, drzewny oraz lekki.

## Sławni mieszkańcy
- Jānis Cimze (1814–1881) – pedagog, fundator pierwszej uczelni wyższej na Łotwie
- Aigars Fadejevs (ur. 1975) – lekkoatleta, chodziarz
- Vents Armands Krauklis (ur. 1964) − muzyk, polityk, były burmistrz miasta Valka w latach 2001-2006, członek Saeimy w latach 2006-2010
- Roberts Ķīlis (ur. 1968) – antropolog społeczny, były minister edukacji i nauki w latach 2011-2013
- Pavel Loskutov (ur. 1969) − estoński lekkoatleta długodystansowiec i maratończyk
- Gatis Smukulis (ur. 1987), kolarz szosowy
- Andris Vilks (ur. 1963) − minister finansów w latach 2010-2014

## Miasta partnerskie
- Aleksandrów Kujawski
- Haparanda
- Tornio
- Valga
- Psków

## Galeria

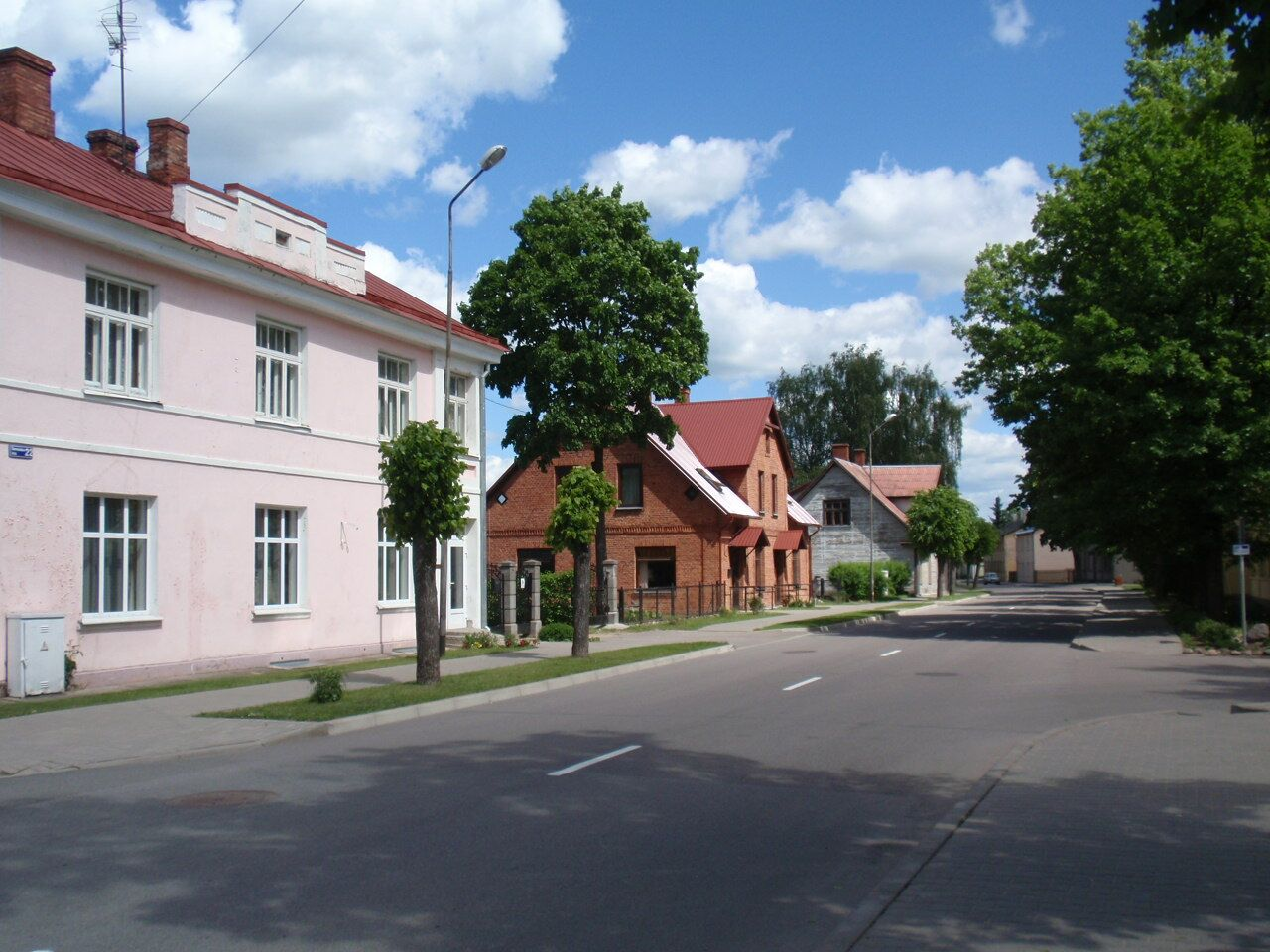
Valka, Semināra iela (ul. Seminaryjna)
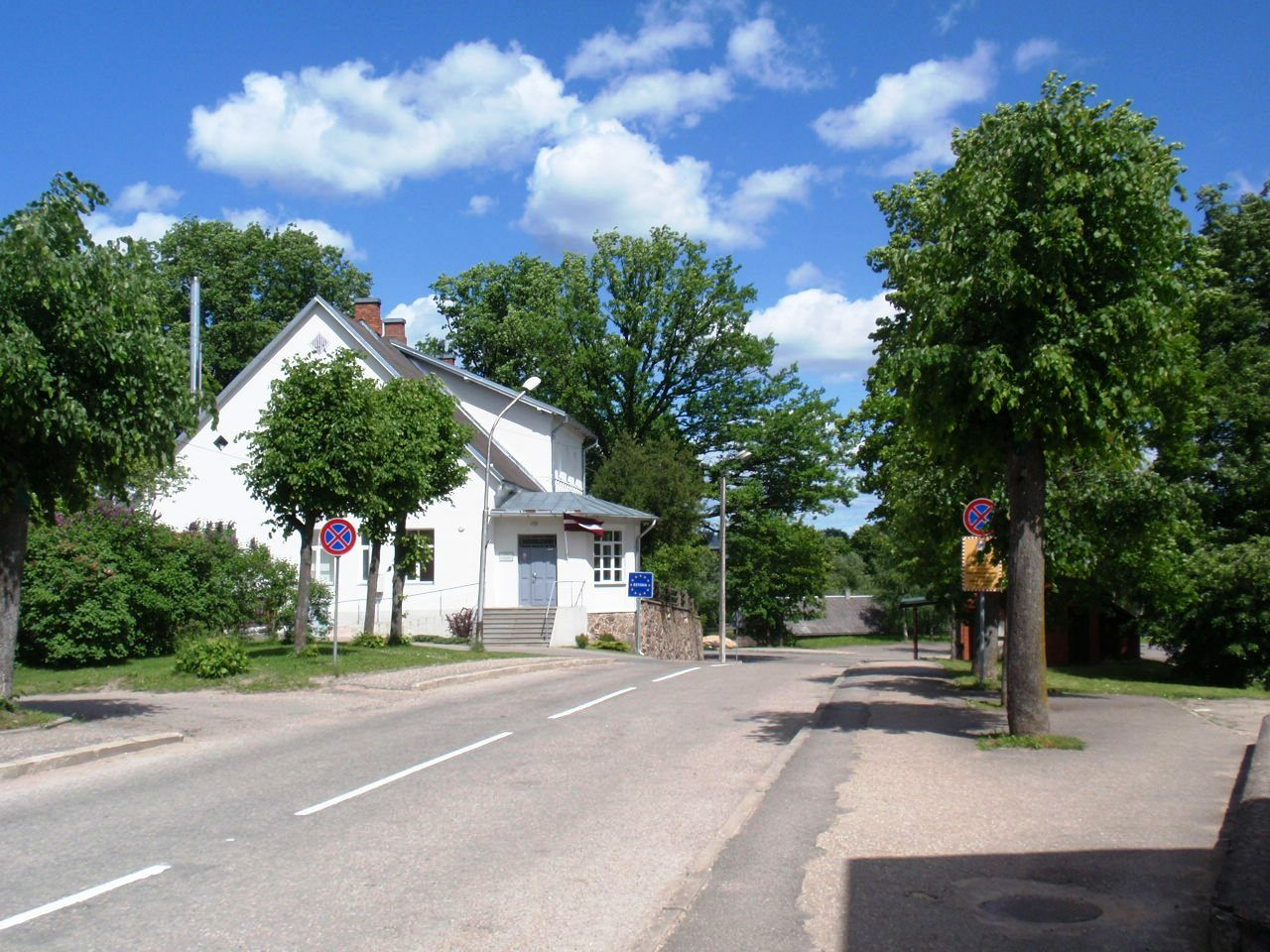
Valka, Rīgas iela (ul. Ryska) na granicy z Estonią
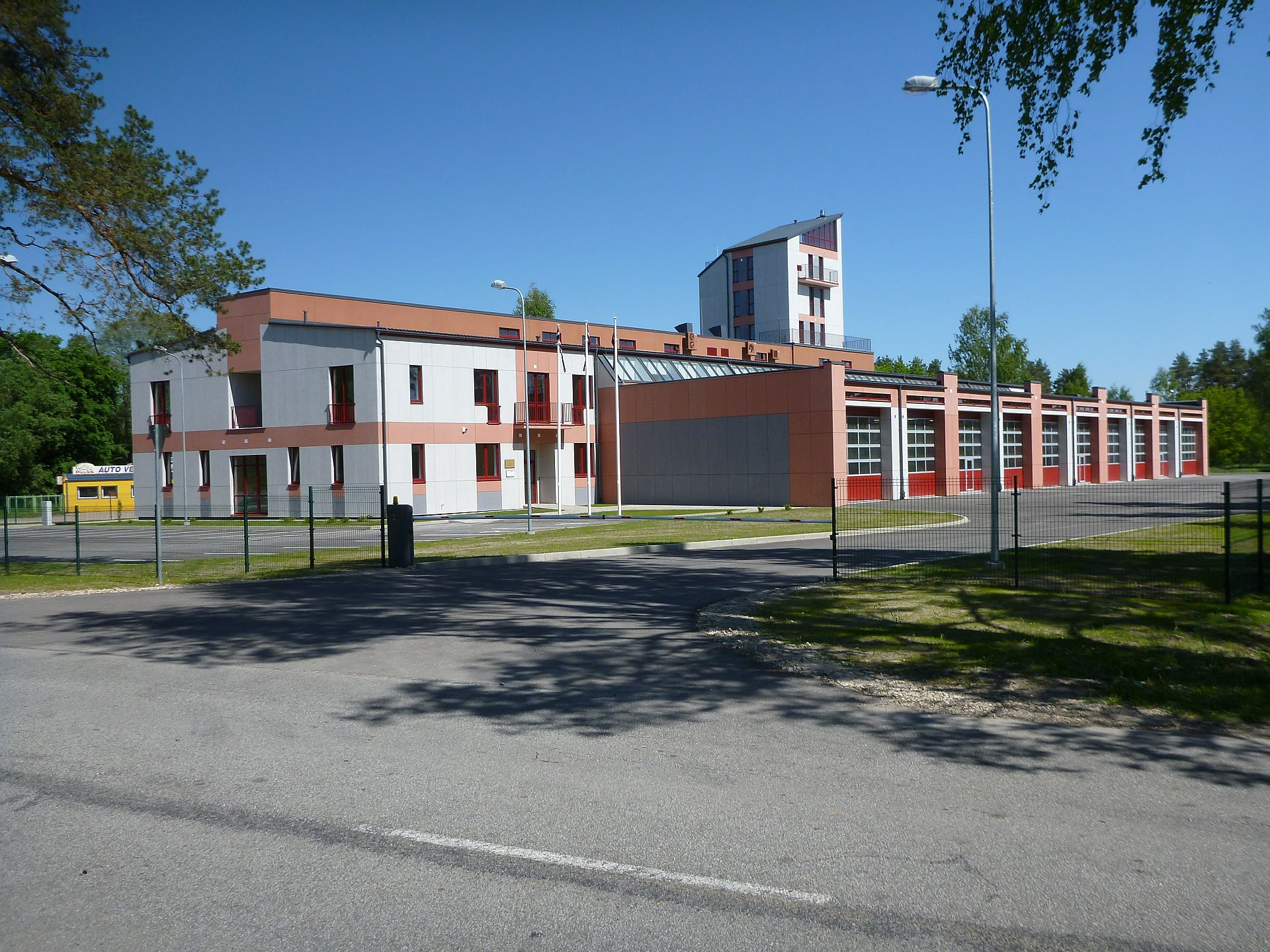
Valka, remiza straży pożarnej
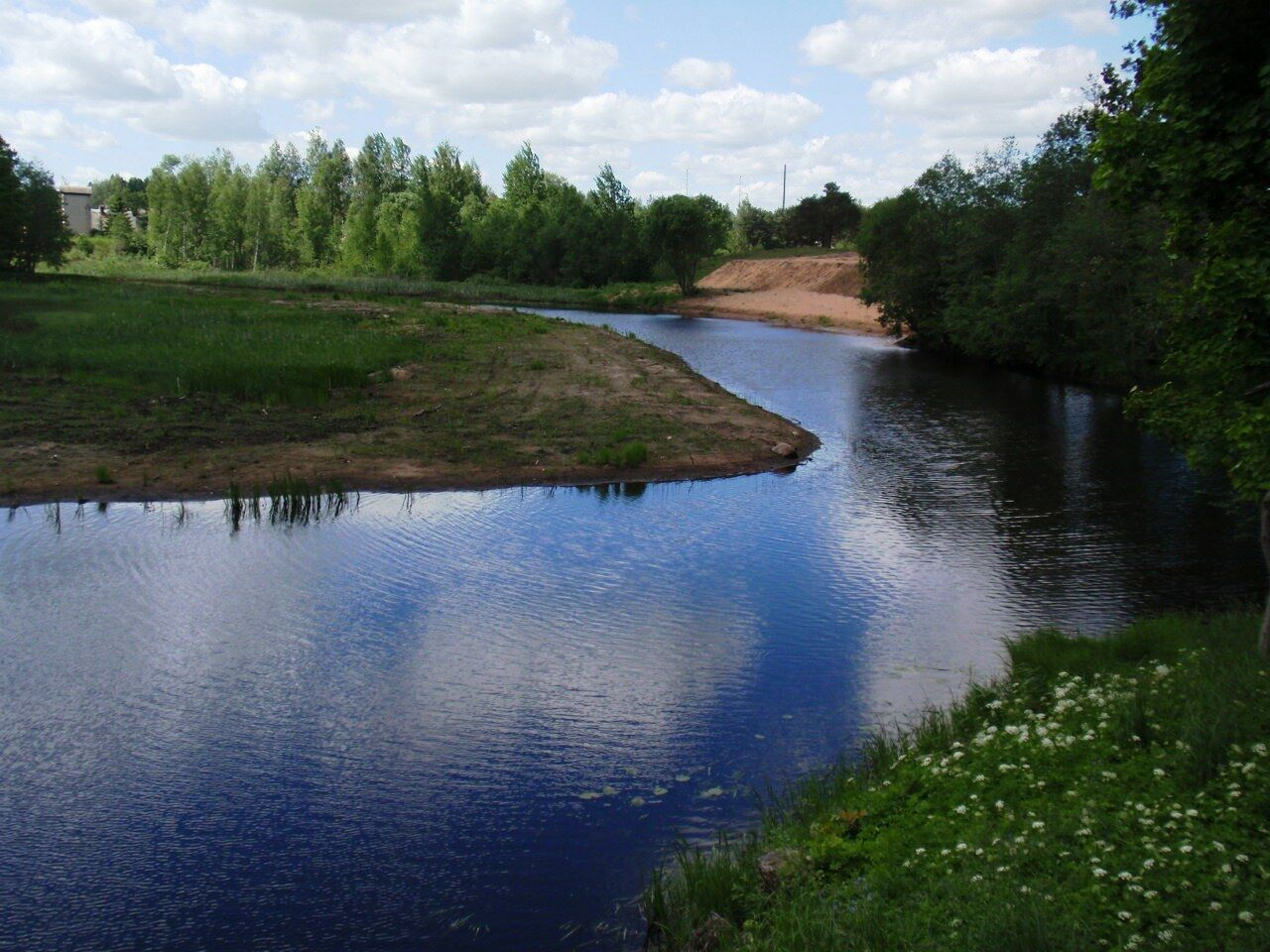
Valka, rzeka Pedeli przepływająca przez miasto